# بيتر روبنسون (سياسي كندي)
بيتر روبنسون هو سياسي كندي، ولد في 1785، وتوفي في 8 يوليو 1838.